# Chechły (Ropczyce)
Chechły – część miasta Ropczyce, do 1986 samodzielna wieś. Leży na południowy zachód od centrum miasta, wzdłuż ul. 3 Maja.

## Historia
Dawniej wieś i gmina jednostkowa w powiecie ropczyckim, za II RP w woј. krakowskim. W 1934 w nowo utworzonej zbiorowej gminie Ropczyce, gdzie utworzyły gromadę. Od 1 kwietnia 1937 w powiecie dębickim
Podczas II wojny światowej w gminie Ropczyce w Landkreis Dębica w dystrykcie krakowskim (Generalne Gubernatorstwo). Liczyły wtedy 1959 mieszkańców.
Po wojnie znów w gminie Ropczyce w powiecie dębickim, w nowo utworzonym województwie rzeszowskim.
Jesienią 1954 zniesiono gminy tworząc gromady. Chechły weszły w skład nowo utworzonej gromady Chechły, od 1 stycznia 1956 w reaktywowanym powiecie ropczyckim. Po zniesieniu gromady Chechły 31 grudnia 1961 włączone do nowo utworzonej gromany Okonin. 1 stycznia 1969 po zniesieniu gromady Okonin włączone do gromady Ropczyce, gdzie przetrwały do końca 1972 roku, czyli do kolejnej reformy gminnej.
1 stycznia 1973 ponownie w gminie Ropczyce, od 1 czerwca 1975 w małym woj. rzeszowskim.
1 lipca 1986 część Checheł (76,60 ha) włączono do Ropczyc. Pozostały obszar Checheł do Ropczyc włączono 1 stycznia 1998.